# Wólka (gemeente)
De gemeente Wólka is een landgemeente in het Poolse woiwodschap Lublin, in powiat Lubelski.
In december 2014, telde de gemeente 11126 inwoners.

## Oppervlakte gegevens
In december 2013 was de oppervlakte van Wólka 72,65 km², waarvan:
- agrarisch gebied: 77%
- bossen: 14%

De gemeente beslaat 4,33% van de totale oppervlakte van de powiat.

## Demografie
Stand op 31 december 2014:
| Omschrijving                   | Totaal | Totaal | Vrouwen | Vrouwen | Mannen | Mannen |
| ------------------------------ | ------ | ------ | ------- | ------- | ------ | ------ |
| eenheid                        | aantal | %      | aantal  | %       | aantal | %      |
| inwoners                       | 11126  | 100    | 5674    | 51      | 5452   | 49     |
| bevolkingsdichtheid (inw./km²) | 153,1  | 153,1  | 78,1    | 78,1    | 75,0   | 75,0   |

In 2002 bedroeg het gemiddelde inkomen per inwoner 1099,63 zł.

## Administratieve plaatsen (sołectwo)
Biskupie-Kolonia, Bystrzyca, Długie, Jakubowice Murowane, Kolonia Pliszczyn, Kolonia Świdnik Mały, Łuszczów Drugi, Łuszczów Pierwszy, Łysaków, Pliszczyn, Rudnik, Sobianowice, Świdniczek, Świdnik Duży (sołectwa: Świdnik Duży Pierwszy en Świdnik Duży Drugi), Świdnik Mały, Turka, Wólka.

## Aangrenzende gemeenten
Lublin, Łęczna, Mełgiew, Niemce, Spiczyn, Świdnik